# تپه قورشاخلی داغ
تپه قورشاخلی داغ مربوط به عصر آهن است و در شهرستان مشگین‌شهر، بخش مرادلو، دهستان ارشق غربی، روستای اردخان کندی واقع شده و این اثر در تاریخ ۷ خرداد ۱۳۸۷ با شمارهٔ ثبت ۲۲۹۲۸ به‌عنوان یکی از آثار ملی ایران به ثبت رسیده است.